# Jean Alt
Pour les articles homonymes, voir Alt.
Jean Alt est un météorologiste français né le 8 août 1921 à Paris et mort le 23 juillet 1991 à Savigny-sur-Orge.
Il était marié et père de quatre enfants. Il était officier de l'Ordre National du Mérite.

## Carrière

### Résumé
Jean Alt est nommé ingénieur de la météorologie le 1er janvier 1946, puis ingénieur en chef le 12 mars 1961
- En 1954-1955, il est chef de district de Saint-Paul et Amsterdam lors de la 6e mission [2]
- En 1957-1958, il part travailler en Antarctique dans le cadre de l'année géophysique internationale
- En 1970, il part travailler en Polynésie française comme chef des Services Météorologiques Polynésiens et du centre d'essai du Pacifique.
- En 1972, il est affecté à l'Établissement d'études et de recherches météorologiques (EERM/D) en tant que chargé du Global Atmospheric Research Program (GARP).
- En 1980, Jean Alt est nommé conseiller de direction à la Direction de la Météorologie nationale (DMN) avec Guy Dady et Christian Perrin de Brichambaut.

### Année géophysique internationale 1957-1958
Jean Alt prend part à l'Année géophysique internationale (AGI) de 1957-1958 en participant à la mission américaine ayant pour nom de code opération Deep Freeze III en Antarctique.  Il est le seul Français de cette mission. Il a fait partie de l'équipe de météorologues durant l'hivernage de 1958 sur la base Little America V (située sur la barrière de Ross) en compagnie, entre autres, du glaciologue et géophysicien polaire américain Albert P. Crary. Il resta environ 16 mois en Antarctique.

À l'issue de cette mission il rédigera avec Pavel Astapenko et Nicholas Ropar, un ouvrage intitulé Some aspects of the Antarctic atmospheric circulation in 1958  édité en 1959 par IGY World Data Center, Académie nationale des sciences.
Plusieurs années après l'AGI 57-58, entre 1960 et 1964, le Comité de conseil américain pour les noms en Antarctique (Advisory Committee on Antarctic Names) attribuera son nom à un glacier, le glacier Jean Alt (71° 06′ S, 162° 31′ E).

## Décorations
- Officier de l'ordre national du Mérite